# Wulsbüttel
Wulsbüttel är en ortsteil i kommunen Hagen im Bremischen i Landkreis Cuxhaven i förbundslandet Niedersachsen i Tyskland. Wulsbüttel var en kommun fram till 1 januari 2014 när den uppgick i Hagen im Bremischen. Kommunen Wulsbüttel hade 1 888 invånare 2013.